# Bestune T33
Bestune T33 — выпускаемый с 2019 года субкомпактный кроссовер китайского производителя Besturn — суббренда компании FAW.

## Описание
Bestune T33 впервые был представлен в 2016 году на автосалоне в Гуанчжоу. Производство автомобиля началось в июле 2019 года.
Bestune T33 имеет дизайн, схожий с Bestune T55, Bestune T77 и Bestune T99. Также автомобиль оснащён 18-дюймовыми колёсами. В салоне присутствует жидкокристаллическая 3D-панель управления с 10,25-дюймовым центральным сенсорным экраном с информационно-развлекательной системой FAW D-Life 4.0 intelligent network connection и голосовым помощником YOMI.

## Технические характеристики
Bestune T33 оснащён 1,6-литровым бензиновым двигателем мощностью 84 кВт (114 л. с.), который сочетается в паре с пятиступенчатой механической или же шестиступенчатой автоматической трансмиссией. С конца 2020 года автомобиль оснащается 1,2-литровым двигателем мощностью 105 кВт (143 л. с.).

## Галерея

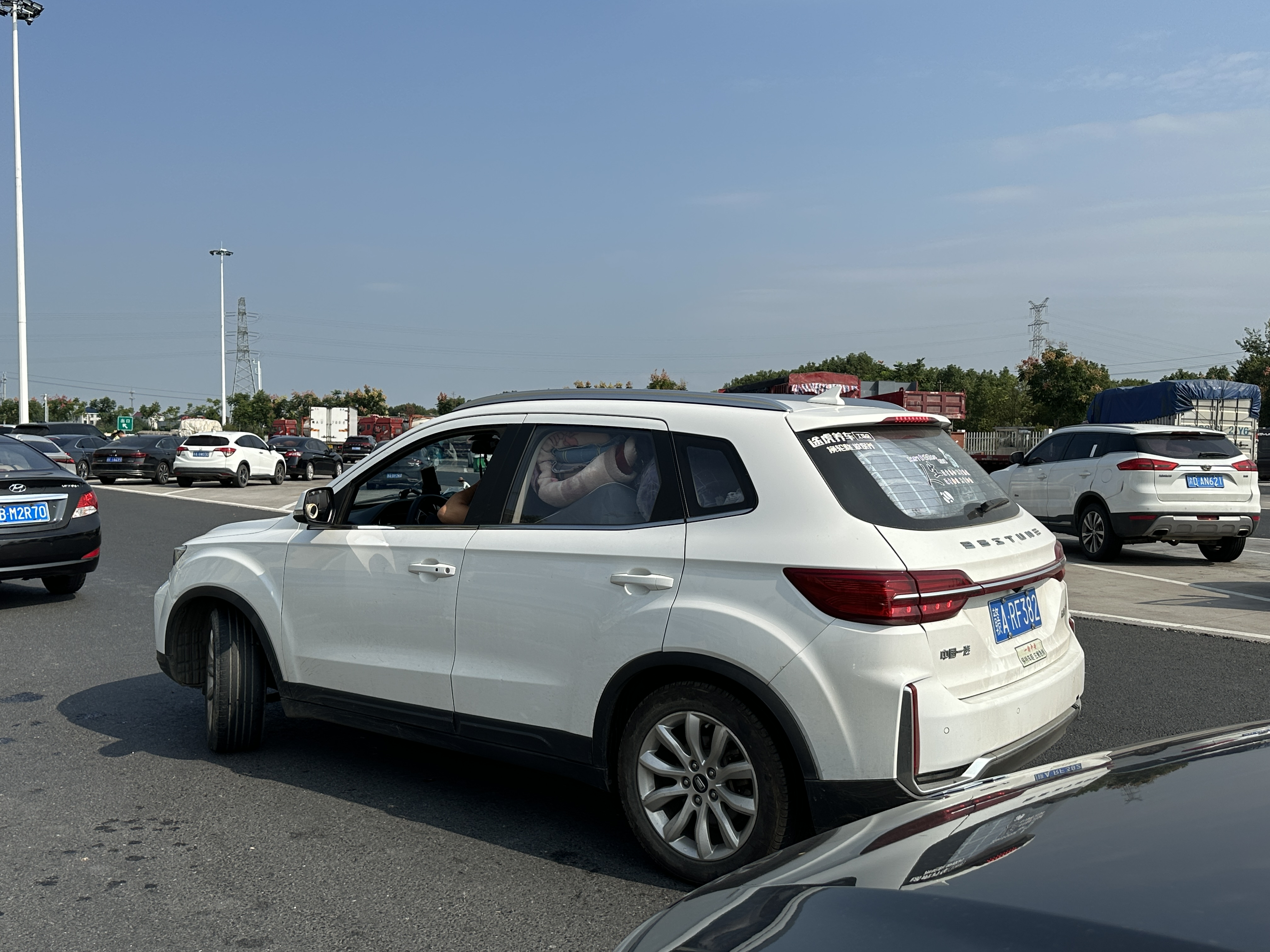
Вид сзади
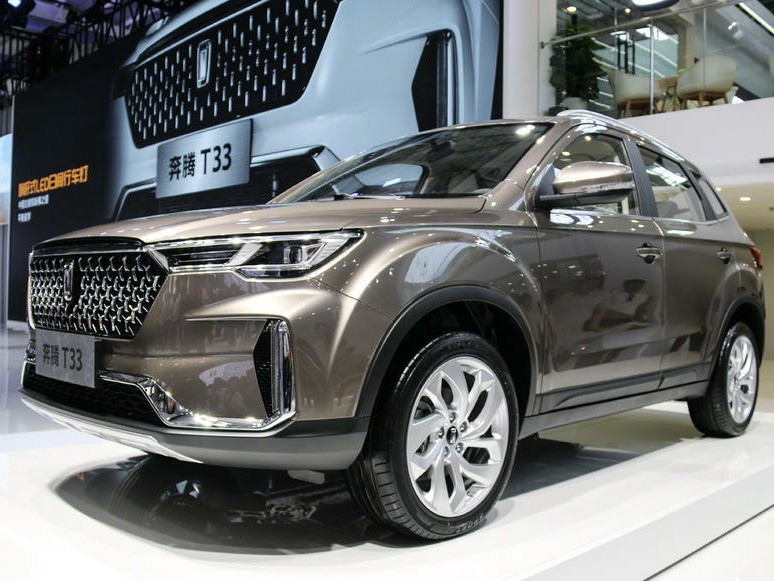
Вид спереди
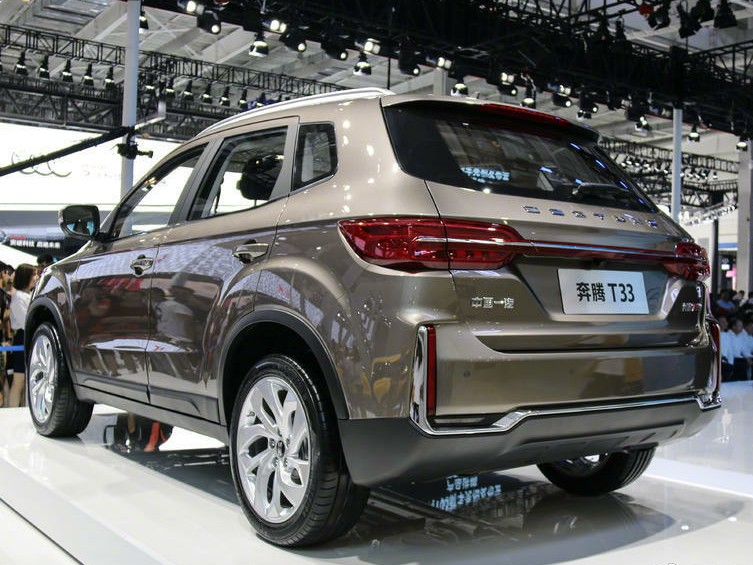
Вид сзади
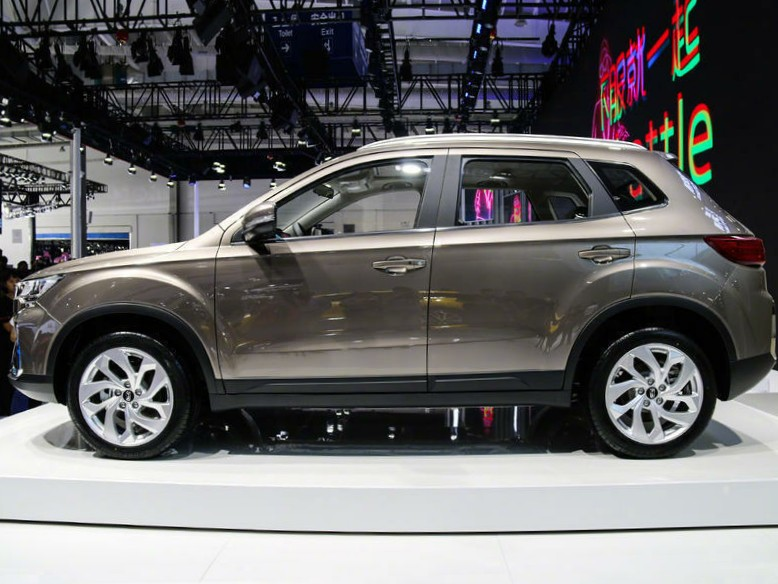
Вид сбоку
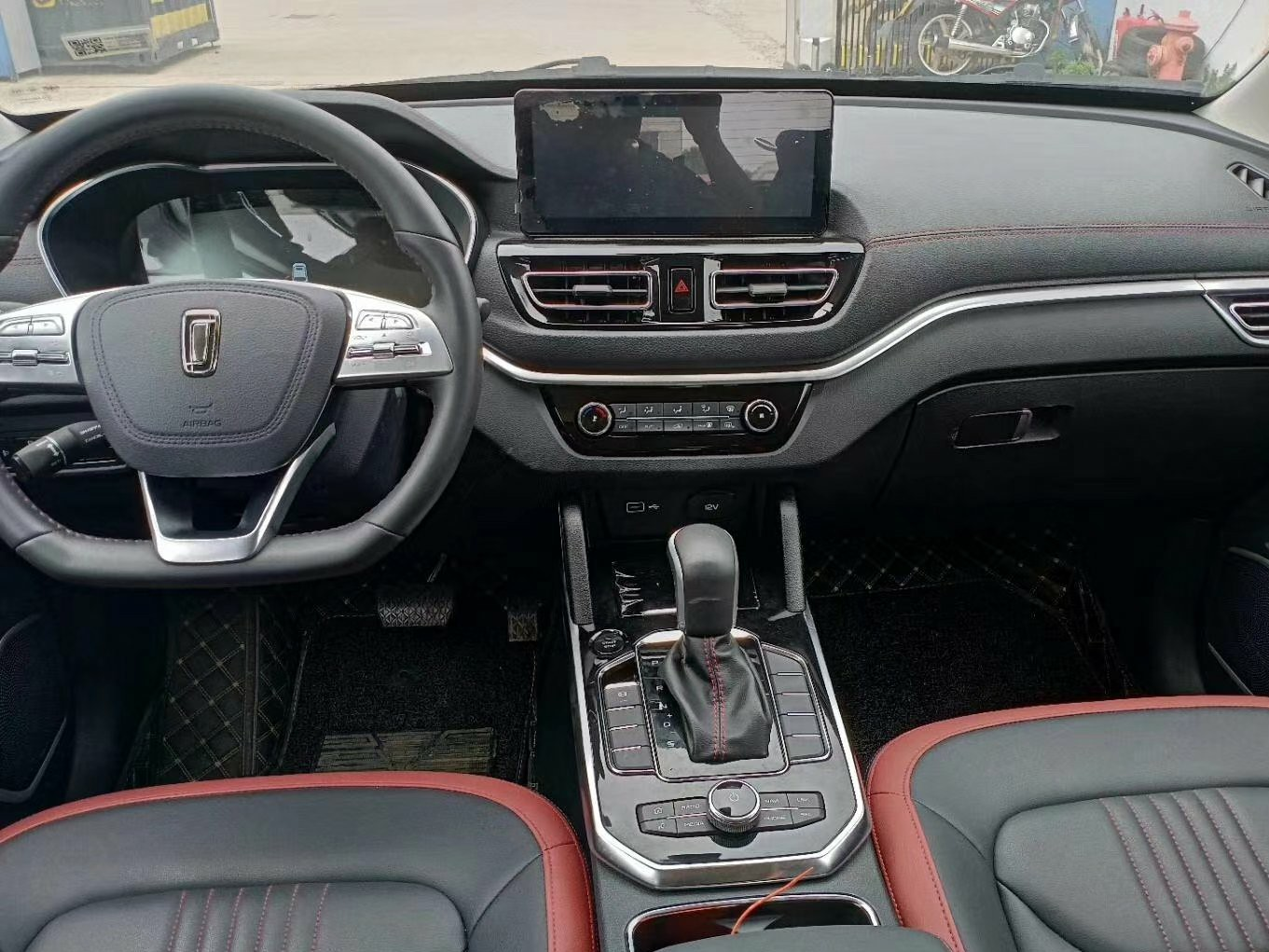
Интерьер